# Infiniti noi/Solo cari ricordi
Infiniti noi/Solo cari ricordi è un singolo dei Pooh estratto dall'album Parsifal. 

## Storia
Si tratta di una canzone dal testo romantico cantato da Dody Battaglia, il cui motivo si ripete parecchie volte con il solo accompagnamento di orchestra e pianoforte. Nella seconda parte della canzone emerge un crescendo orchestrale: dopo la metà del pezzo entrano in gioco il basso e la batteria, mentre l'accompagnamento si fa più acceso grazie all'aggiunta di coro e fiati. Di notevole successo, fu incluso in diverse raccolte, tra cui I Pooh 1971-1974, Un altro pensiero e The Best of Pooh.
Il retro del disco, il cui testo è nuovamente di soggetto amoroso, è Solo cari ricordi, storia di un uomo che ritorna nell'appartamento vuoto teatro di un amore concluso.

## Formazione
- Roby Facchinetti - tastiere, voce solista
- Dody Battaglia - chitarra, voce solista
- Stefano D'Orazio - batteria, cori
- Red Canzian - basso, voce solista